# HD 27483
HD 27483，又名BD+13 665，SAO 93878、HR 1358，是一颗恒星，视星等为6.17，位于銀經180.76，銀緯-24.74，其B1900.0坐标为赤經4h 15m 15.1s，赤緯+13° -24.74′ 31″。